# Erannis confusaria
Erannis confusaria är en fjärilsart som beskrevs av Fritz Preissecker. Erannis confusaria ingår i släktet Erannis och familjen mätare. Inga underarter finns listade i Catalogue of Life.